# LOVE TRAIN (浜田省吾の曲)
「LOVE TRAIN」（ラブ・トレイン）は、1977年4月21日に発売された浜田省吾の3枚目のシングル。

## 概要
2枚目のアルバム『LOVE TRAIN』からの先行シングルとしてリリースされた。
ジャケットは、アルバムと全く同じである。
「LOVE TRAIN」は、浜田が発表した楽曲の中で唯一、松本隆が作詞を手掛けている。浜田は松本の歌詞に対して、はっぴいえんど時代の作風をイメージしていたので、出来上がった歌詞を見て驚いたという。また、松本が作詞家として売れっ子になる前に依頼したため実現したが、「あと1年遅かったら実現していないと思う」と浜田は語っている。
B面の「君に会うまでは」は、1983年に発売されたバラード・セレクション『Sand Castle』にてセルフカバーされた。

## 収録曲
| 全作曲: 浜田省吾、全編曲: EDISON。 |                    |           |            |      |
| #                                  | タイトル           | 作詞      | 作曲・編曲 | 時間 |
| 1.                                 | 「ラブ・トレイン」 | 松本隆    | 浜田省吾   | 3:42 |
| 2.                                 | 「君に会うまでは」 | 浜田省吾  | 浜田省吾   | 3:38 |
| 合計時間:                          | 合計時間:          | 合計時間: | 7:20       |      |

## 収録作品
| 曲名           | タイトル                            | 発売日        | 備考                                               |
| -------------- | ----------------------------------- | ------------- | -------------------------------------------------- |
| ラブ・トレイン | LOVE TRAIN                          | 1977年5月21日 |                                                    |
| 君に会うまでは | LOVE TRAIN                          | 1977年5月21日 |                                                    |
| 君に会うまでは | SLOW DOWN                           | 1980年8月1日  | カセットテープとMDのみでの発売のため、現在は廃盤。 |
| 君に会うまでは | Sand Castle                         | 1983年12月1日 | セルフカバーアルバム                               |
| 君に会うまでは | The Best of Shogo Hamada vol.2      | 2006年8月9日  | ベスト・アルバム。新録ヴァージョンで収録。         |
| 君に会うまでは | ON THE ROAD 2011 "The Last Weekend" | 2012年9月19日 | ライブヴァージョン。同名のライブビデオには未収録。 |

| 曲名           | タイトル                                                                                          | 発売日       | 備考                                                                     |
| -------------- | ------------------------------------------------------------------------------------------------- | ------------ | ------------------------------------------------------------------------ |
| ラブ・トレイン | Welcome back to The 70's "Journey of a Songwriter" since 1975 「君が人生の時〜Time of Your Life」 | 2019年9月4日 | 2019年1月17日にNHKホールで開催されたチャリティーコンサートの模様を収録。 |
| 君に会うまでは | Welcome back to The 70's "Journey of a Songwriter" since 1975 「君が人生の時〜Time of Your Life」 | 2019年9月4日 | 弾き語りでの演奏。                                                       |

## カバー
君に会うまでは
- 日高のり子（2000年、アルバム『ミレニアム・シリーズ タイムカプセル Vol.7 〜想う心は、何より大事な宝物〜』に収録）
- 斉藤和義（2007年、アルバム『紅盤』に収録）
- つるの剛士（2009年、アルバム『つるのうた』に収録）